# Olivari B.
Olivari B. S.p.A. est un fabricant italien de poignées, boutons, poignées de tirage et accessoires pour portes et fenêtres basé à Borgomanero, dans la province de Novara.
L'entreprise, familiale et active depuis 1911, a historiquement fait appel à des collaborations avec d'importants architectes et designers internationaux.

## Histoire
En 1911, Battista Olivari fonde la Fonderie et Tournage B. Olivari srl à Borgomanero. Dès ses débuts, elle produit des poignées pour portes et fenêtres et des accessoires pour meubles en métal (laiton, bronze, aluminium).
L'entreprise avait une production importante lorsque Battista Olivari mourut en 1926, laissant derrière lui six jeunes enfants. Sa veuve, Antonietta, prend la direction de l'entreprise et devient l'une des premières femmes italiennes à diriger une société métallurgique.
Les premières collaborations commencent avec l'architecte Marcello Piacentini pour le nouveau Palais de Justice de Milan, avec les architectes Alberico et Lodovico Barbiano di Belgiojoso pour la Casa Feltrinelli, et avec Gio Ponti pour le Palazzo Montecatini à Milan (plus tard pour le Palazzo degli Uffici de la EUR de Rome), dont chacun génère un nouveau modèle de poignée,.
À la mort d'Antonietta en 1948, son fils Ernesto reprend la direction de l'entreprise et consolide des collaborations avec des architectes italiens pour réaliser les poignées de leurs nouveaux bâtiments.
Olivari introduit de nouveaux matériaux (poignée Bica en aluminium anodisé, pour Palazzo Bica) et se lance dans de nombreux projets ( Pirelli Skyscraper, Torre Velasca, Primo Palazzo Snam, Torre al Parco, les paquebots transatlantiques Leonardo Da Vinci, Michelangelo et Raffaello, etc.).
Dans les années 1960 et 1970, la production d'Olivari est également influencée par la discipline naissante du design produit: avec Joe Colombo,,, et sa poignée pare-chocs Beta de 1971, on innove en termes de fonctionnalité et de système de fixation, tandis qu'avec la poignée Boma de GPA Monti, 1970, commence l'expérimentation de nouveaux matériaux, notamment les matières plastiques. Les années 80 voient la collaboration avec de nombreux designers, tandis que de 1986 à 1990 la troisième génération de la famille entre progressivement dans l'entreprise.
En 1989, Alessandro Mendini a commencé une collaboration avec l'entreprise, consolidant l'identité de l'entreprise et valorisant son patrimoine artistique,. Depuis les années 1990, l'entreprise a modernisé les technologies utilisées dans le processus de production, introduisant des formes et des styles actuels et incluant de nombreux produits issus de la collaboration avec des architectes de renommée mondiale dans son catalogue.

## Projets
Les poignées Olivari sont utilisées dans de nombreux projets et de nombreux modèles ont été conçus par des architectes spécifiquement pour les bâtiments cibles,. Voici quelques exemples de projets:
- Planet, Burj Khalifa à Dubaï;
- Beta, Refuge Capanna Margherita sur le Mont Rose;
- Lama pour le gratte-ciel Pirelli à Milan;
- Denver pour le quartier City Life à Milan;
- Iustitia e Libertas pour le Palais de Justice de Milan;
- Velasca pour Torre Velasca à Milan;
- E42 pour le Palazzo degli Uffici de l'EUR à Rome;
- Conca pour l'hôtel Mandarin Oriental à Barcelone.

## Collaborations
L'entreprise a collaboré au fil du temps avec des architectes et designers dont : Zaha Hadid, Daniel Libeskind, Jean Nouvel, Rem Koolhaas, Toyo Ito, Ferdinand Alexander Porsche, Steven Holl, Dominique Perrault,, Piero Lissoni, Marcel Wanders, Patricia Urquiola,,, Gio Ponti, Marcello Piacentini, Alessandro Mendini,, Luigi Caccia Dominioni, Vico Magistretti, Antonio Citterio, Ben Van Berkel, Giorgetto Giugiaro, Shigeru Ban, Barber & Osgerby, BBPR, Joe Colombo, Rodolfo Dordoni, Enzo Mari, Peter Marino, Richard Sapper, Vincent Van Duysen, et bien d'autres.

## Prix et reconnaissances
- Mention au Compasso d'Oro 1979 au Produit au poignée Boma de GPA Monti[1].
- Compasso d'Oro 1991 au Produit avec la poignée Alessia de Giotto Stoppino[36].
- Mention d'honneur au Compasso d'Oro 2014 au Processus de Production pour la recherche et les innovations technologiques apportées au processus de production[37].

## Noter
1. 1 2 3 4 5 6 7 8 9 10  Stefano Casciani, L’architettura presa per mano, Idea Books, 1992 (ISBN 88-7017-091-8, lire en ligne)
2. ↑  Gruppo Filatelico Numismatico "Achille Marazza", Il Voltone, Tipografia Tinivella s.n.c. di Cesare Tinivella & C., 2002 (lire en ligne)
3. 1 2 3  Stefano Casciani, Macchina semplice. Dall'architettura al design, 100 anni di maniglie Olivari., Skira, 2010 (ISBN 978-8857206295, lire en ligne)
4. ↑  « Il profeta del design: Joe Colombo e la ricerca del futuro ».
5. ↑  « Joe Colombo ».
6. ↑  « Caro Joe, ci hai insegnato il futuro ».
7. ↑  « Caro Joe, ci hai insegnato il futuro ».
8. ↑  Shaker, Innovazione, Design, Ambiente, 2005
9. ↑  Francesca Picchi, Eccentric, Galli Thierry, 2016
10. ↑  « Progetti ».
11. ↑  « Nina & Denver Door Handles »(Archive.org • Wikiwix • Archive.is • Google • Que faire ?).
12. ↑  « OMA designs Open ».
13. ↑  « Fin ».
14. ↑  « Door Handle Living ».
15. ↑  « Door Handle Ice Cube ».
16. ↑  « Novelties 2018 ».
17. ↑  « Crystal and Dolce Vita ».
18. ↑  « Conca ».
19. ↑  « Lucy ».
20. ↑  « Adamant ».
21. ↑  « Maniglie per Olivari ».
22. ↑  « Maniglie prestigiose: dal passato tanto carattere che dona eleganza ».
23. ↑  « Aurora ».
24. ↑  « Design ».
25. ↑  « 1920-2020: 100 years Vico Magistretti »(Archive.org • Wikiwix • Archive.is • Google • Que faire ?).
26. ↑  « Milano by Antonio Citterio ».
27. ↑  « Twist ».
28. ↑  « Moon »(Archive.org • Wikiwix • Archive.is • Google • Que faire ?).
29. ↑  « Paddle, door and window handle ».
30. ↑  « BBPR ».
31. ↑  « Luce by Joe Colombo ».
32. ↑  « Total, the handle for Olivari that made history ».
33. ↑  « Laser ».
34. ↑  « Icona for Olivari ».
35. ↑  « Designers ».
36. ↑  « ADI - Associazione per il Disegno Industriale », sur adi-design.org.
37. ↑  « Premio Compasso d'Oro 2014 ».